# کلیسای سنت نیکلاس، برلین
کلیسای نیکلاس قدیس (آلمانی: Nikolaikirche) قدیمی‌ترین کلیسای برلین، پایتخت آلمان است. این کلیسا در بخش میته واقع در قسمت شرقی مرکز برلین قرار دارد. نواحی اطراف این کلیسا به نام محله نیکلاس شناخته می‌شود که منطقه‌ای با بناهای بازسازی شده قرون وسطایی آلمان است. این کلیسا که طی سال‌های ۱۲۲۰ تا ۱۲۳۰ ساخته شده‌است به همراه کلیسای مریم مقدس در الکساندر پلاتس قدیمی‌ترین کلیساهای برلین محسوب می‌شوند.